# 칼 블롬달

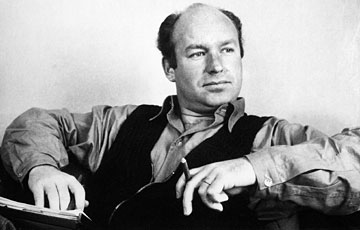

칼 비르예르 블롬달(Karl-Birger Blomdahl, 1916년 10월 19일~1968년 6월 14일)은 스웨덴의 작곡가이자 지휘자이다. 스칸디나비아 현대음악을 대표하는 작곡자의 한 사람으로 최근 특히 주목을 받게 되었다. 스톡홀름 대학교 공학부에서 공부했으나 작곡가로 전향하여 덴마크의 명지휘자 베르디케 등의 조언을 얻어 1946년도의 ISCM현대음악제에 현악 3중주곡, 1950년의 12음 기법에 의한 제3교향곡 등을 출품해 주목받게 되었다. 위성선(衛星船)의 우주여행을 다룬 오페라 <아니아라>(1959)도 전자음을 소재로 채택한 것이 세계적인 화제가 되었으나, 이는 전통적인 수법과 현대적 기법을 이모저모 패러디하고 믹스한 작품이다.